# Gestriklands Fotbollförbund
Gestriklands Fotbollförbund (Gestriklands FF), grundat 28 mars 1915, är ett av de 24 distriktsförbunden under Svenska Fotbollförbundet. Gestriklands FF administrerar de lägre serierna för seniorer och ungdomsserierna i Gästrikland.

## Serier
Gestriklands FF administrerar följande serier:

### Herrar
Division 4 - en serie

Division 5 - en serie

Division 6 - två serier

Division 7 - tre serier

### Damer
Division 3 - en serie

Division 4 - tre serier

### Övriga serier
- Ungdomsserier
- Reservlagsserier